# Ostracitoxina
A ostracitoxina é uma toxina segregada por peixes-cofre e peixes-vaca. Essa toxina é suficientemente venenosa para matar outros peixes, se viverem pode mesmo chegar a matar o próprio peixe que a produziu.